# Hästsvans (frisyr)

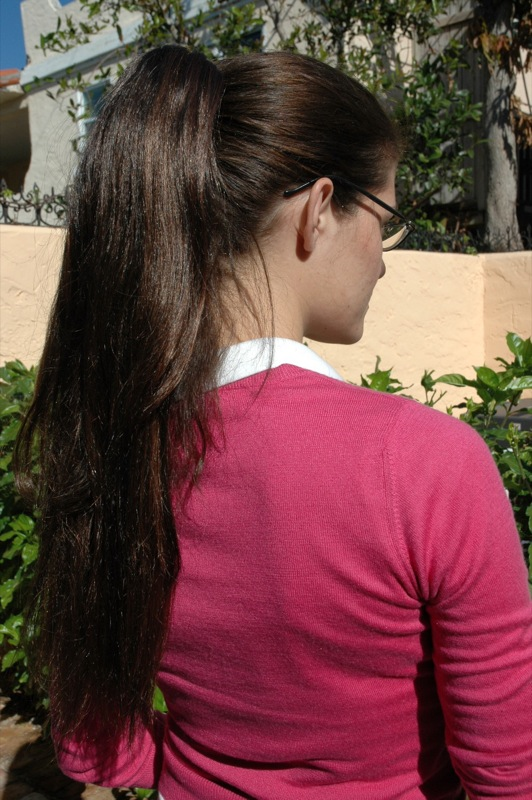
Kvinna med håret uppsatt i hästsvans.

Hästsvans (även kallad ponnysvans, särskilt om håret är kortare) kallas en frisyr där håret, med hjälp av ett hårband, hårsnodd eller spänne, sammanfogas på bakhuvudet till en tofs eller "svans", som liknar svansen på en häst.
I vardagslag är hästsvans en vanlig frisyr bland flickor och kvinnor. Även i något mer formella sammanhang förekommer hästsvansar, men då ofta mer varsamt uppsatta och med ett elegantare spänne. Även män med långt hår kan ha hästsvans, som då brukar sättas upp med ett diskret hårband.
I en besläktad frisyr delas håret i mittbena och sätts upp i två tofsar. Dessa brukar kallas råttsvansar eller mer skämtsamt "pippilotter".
Cadogan, eller Catogan, var en hästsvansfrisyr i form av peruk för både män och kvinnor som förekom omkring år 1750. Cadoganen slog igenom vid det franska hovet under Filip av Orléans. Cadoganen vann spridning även i Preussen, där den framför allt bars av soldatet i infanteriet.